# Ursus americanus altifrontalis
Ursus americanus altifrontalis (oso negro olímpico) es una subespecie de  mamíferos carnívoros  de la familia Ursidae.

## Distribución geográfica
Se encuentra en la costa noroccidental pacífica de Norteamérica desde la Columbia Británica hasta el norte de California y el norte de Idaho).